# Kensuke Ushio
Kensuke Ushio (牛尾憲輔 Ushio Kensuke?, Tokio, Japón, 1 de marzo de 1983) es un compositor japonés, músico de rock y EBM que actúa bajo el nombre de Agraph.
Es miembro de la banda de rock japonesa Lama. Junto con Lama, lanzó dos discos de estudio completos: New! en 2011 y Modanica un año después. Ambos álbumes se ubicaron en la lista de álbumes japoneses.
Como músico de EBM, lanzó tres álbumes, todos los cuales alcanzaron su punto máximo en la lista de álbumes japoneses. Escribió y compuso bandas sonoras para varias series de televisión y películas de anime, como Koe no Katachi, Space Dandy, Devilman Crybaby, Boogiepop wa Warawanai, Ping Pong, Liz and the Blue Bird y Chainsaw Man.

## Biografía
De niño, Ushio aprendió a tocar el piano. Estudió artes y música en la universidad. Al mismo tiempo, aprendió el uso del software de edición de audio Pro Tools. A los 20 años, Ushio tuvo su primer contacto con la música electrónica, como el techno. Comenzó su carrera en solitario en 2007 bajo el nombre de Agraph y comenzó a crear música electrónica. Su álbum debut A Day, Phases, producido por Takkyu Ishino, fue lanzado en diciembre de 2008. Dos años más tarde, se lanzó su segundo álbum Equal, que se ubicó en las listas de álbumes japoneses. En 2011, Ushio y algunos ex músicos de bandas como Supercar y Number Girl formaron una banda de rock llamada Lama. La banda lanzó dos álbumes, ambos clasificados en las listas oficiales de álbumes de Japón.
Debido a su participación en Lama, el tercer álbum de Ushio llamado The Shader fue lanzado en 2016, seis años después de su segundo álbum. Ushio también trabaja como compositor de música para películas, con un enfoque particular en proyectos animados. Entre sus créditos cinematográficos y televisivos se encuentran la composición musical para Space Dandy (2014), Koe no Katachi (2016), Liz and the Blue Bird (2018), y Boogiepop wa Warawanai (2019). Es colaborador habitual de los directores Masaaki Yuasa y Naoko Yamada, así como del estudio de animación Science Saru, para el que ha compuesto las partituras de Ping Pong the Animation (2014), Devilman Crybaby (2018), Japan Sinks: 2020 (2020), y Heike Monogatari (2021). En diciembre de 2021, se confirmó que Ushio será el compositor de la adaptación al anime de MAPPA de la serie de manga Chainsaw Man de Tatsuki Fujimoto, que se estrenó el 12 de octubre de 2022 en TV Tokyo y otros canales. También arregló la música para el capítulo Distant Future de la nueva versión de Live a Live, compuesta originalmente por Yoko Shimomura, que se lanzó el 22 de julio de 2022.

## Discografía

### En solitario
| Año  | Álbum        | Refs.  |
| ---- | ------------ | ------ |
| 2008 | A Day, Phase | [ 11 ] |
| 2010 | Equal        |        |
| 2016 | The Shader   | [ 12 ] |

### LAMA
| Año  | Álbum    | Refs.  |
| ---- | -------- | ------ |
| 2011 | Now      |        |
| 2012 | Modanica | [ 13 ] |

## Trabajos

### Anime

#### Series de televisión
| Año  | Título                                | Estudio              | Notas      | Refs.  |
| ---- | ------------------------------------- | -------------------- | ---------- | ------ |
| 2014 | Space Dandy                           | Bones                | Compositor |        |
| 2014 | Ping Pong the Animation               | Tatsunoko Production | Compositor |        |
| 2018 | Devilman Crybaby                      | Science Saru         | Compositor | [ 14 ] |
| 2019 | Boogiepop wa Warawanai                | Madhouse             | Compositor | [ 15 ] |
| 2020 | Japan Sinks: 2020                     | Science Saru         | Compositor |        |
| 2021 | Heike Monogatari                      | Science Saru         | Compositor | [ 16 ] |
| 2022 | Chainsaw Man                          | MAPPA                | Compositor | [ 17 ] |
| 2023 | Boku no Kokoro no Yabai Yatsu         | Shin-Ei Animation    | Compositor | [ 18 ] |
| 2023 | Tengoku Daimakyō                      | Production I.G       | Compositor | [ 19 ] |
| 2024 | Dandadan                              | Science Saru         | Compositor | [ 20 ] |
| 2024 | Chi: Chikyū no Undō ni Tsuite         | Madhouse             | Compositor | [ 21 ] |
| 2025 | Cocoon: Aru Natsu no Shōjo-tachi Yori | Sasayuri             | Compositor | [ 22 ] |

#### Películas
| Año  | Título                             | Estudio               | Notas      | Refs.  |
| ---- | ---------------------------------- | --------------------- | ---------- | ------ |
| 2016 | Koe no Katachi                     | Kyoto Animation       | Compositor | [ 23 ] |
| 2018 | Liz and the Blue Bird              | Kyoto Animation       | Compositor | [ 24 ] |
| 2021 | Cider no Yō ni Kotoba ga Wakiagaru | Sublimation Signal.MD | Compositor |        |
| 2023 | Make My Day                        | 5 Inc.                | Compositor | [ 25 ] |
| 2023 | Kimi no Iro                        | Science Saru          | Compositor | [ 26 ] |
| 2025 | Gekijō-ban Chainsaw Man Reze-hen   | MAPPA                 | Compositor | [ 27 ] |

### Videojuegos
| Año  | Título      | Notas                                                    | Refs.  |
| ---- | ----------- | -------------------------------------------------------- | ------ |
| 2022 | Live a Live | Arreglista de "Unseen Syndrome" y "Captain of the Stars" | [ 10 ] |